# 陈桦 (运动员)
陈桦（1982年10月20日—），浙江杭州人，中国女子游泳运动员，专长是中长距离自由泳。身高170厘米。其最好的竞赛成绩是在2000年短池世锦赛上获得800米自由泳金牌以及400米自由泳铜牌。運動生涯後期因涉及禁藥問題，成績下滑漸漸淡出泳壇。

## 简历
- 1982年 生于浙江省杭州市上城区
- 1989年 进入杭州市陈经纶体校
- 1996年3月 进入浙江省游泳队
- 1998年 进入国家游泳队。

## 主要成绩
- 1997年 第8届全运会800米自由泳亚军、400米自由泳第三名
- 1998年 世锦赛800米自由泳第八名
- 1998年 曼谷亚运会400米、800米自由泳、4x200米自由泳接力冠军
- 1999年 世界杯短池系列赛北京站、巴黎站、格拉斯哥站400米、800米自由泳冠军
- 2000年 短池世锦赛800米自由泳冠军、400米自由泳第三名
- 2001年 世界杯短池系列赛上海站女子800米自由泳冠军
- 2002年 全国游泳锦标赛女子1500米自由泳冠军
- 2002年 世界短池游泳锦标赛800米自由泳冠军、400米自由泳亚军
- 2002年 釜山亚运会女子800米自由泳冠军
- 2003年 全国游泳冠军赛400米、1500米自由泳冠军
- 2004年 全国游泳冠军赛800米自由泳冠军

## 创造纪录
- 1998年 曼谷亚运会以4分12秒31的成绩创400米自由泳亚洲纪录
- 2001年 世界杯短池系列赛上海站以8分15秒15的成绩创女子800米自由泳世界纪录
- 2002年 全国游泳锦标赛以16分13秒01的成绩创女子1500米自由泳亚洲纪录